# Livor mortis
Livor mortis (latin: livor — "blålig farve", mortis – "dødens"), i daglig tale kaldet ligpletter, er et tegn på dødens tilstedeværelse.
Ligpletter er en bundfældning af blodet til den nedre del af liget, hvilket medfører en purpurrød misfarvning af huden: når hjertet ikke længere slår og dermed sørger for cirkulering af blodet, synker de tunge røde blodlegemer gennem serummet på grund af tyngdekraften. Intensiteten af farven afhænger af mængden af den reducerede hæmoglobin i blodet. Denne misfarvning forekommer ikke i områder på kroppen, som er i kontakt med underlaget, fordi kapillærerne sammentrykkes. Når karvæggen bliver gennemtrængelig på grund af nedbrydning, siver blodet gennem den, og pletter vævet. Dette er grunden til ligpletter.
Ligsynsmændene kan anvende tilstedeværelsen eller fraværet af ligpletter som et middel til at bestemme omtrentligt dødstidspunkt. Tilstedeværelsen af ligpletter er en indikation af hvornår det vil være formålsløst at begynde hjertemassage, eller om det er ineffektivt at fortsætte, hvis den allerede er i gang. Det kan også bruges af retsmedicinske efterforskere til at afgøre, om et lig er blevet flyttet (for eksempel hvis kroppen er fundet liggende med ansigtet nedad, men livor mortis er til stede på den afdødes ryg, kan efterforskerne bestemme, at kroppen oprindeligt var placeret med ansigtet opad).
Ligpletter fremtræder fra mellem tyve minutter og tre timer efter døden er indtruffet.